# Discovery-expeditie
De Discovery-expeditie die van 1901 tot 1904 duurde was de eerste officiële Britse verkenning van het toen nog grotendeels onbekende Antarctica sinds kapitein James Clark Ross zestig jaar eerder een dergelijke expeditie had ondernomen. Voor de organisatie van de expeditie werkten de Royal Society en de Royal Geographical Society met elkaar samen. Veel later bekend geworden ontdekkingsreizigers zoals Robert Falcon Scott, die de leider van de expeditie was, Ernest Shackleton, Edward Adrian Wilson, Frank Wild, Thomas Crean en William Lashly begonnen met deze expeditie aan hun carrière.
De wetenschappelijke resultaten die de expeditie opleverde hadden vooral betrekking op de biologie, zoölogie, geologie, meteorologie en het magnetisme. Belangrijke ontdekkingen waren onder meer die van de Droge Valleien van McMurdo en de kolonie van keizerspinguïns op Kaap Crozier. Op geografisch gebied werden via het Transantarctisch Gebergte onder meer het Ross-ijsplateau en het Antarctisch Plateau ontdekt. De expeditie bereikte niet de zuidpool, maar verlegde wel het Farthest South. Het expeditieschip, genaamd de RRS Discovery, en zijn bemanning moesten, vlak voor het verstrijken van het ultimatum waaraan de expeditie gebonden was, uit het ijs worden bevrijd. 

## Achtergrond

### Soortgelijke expedities

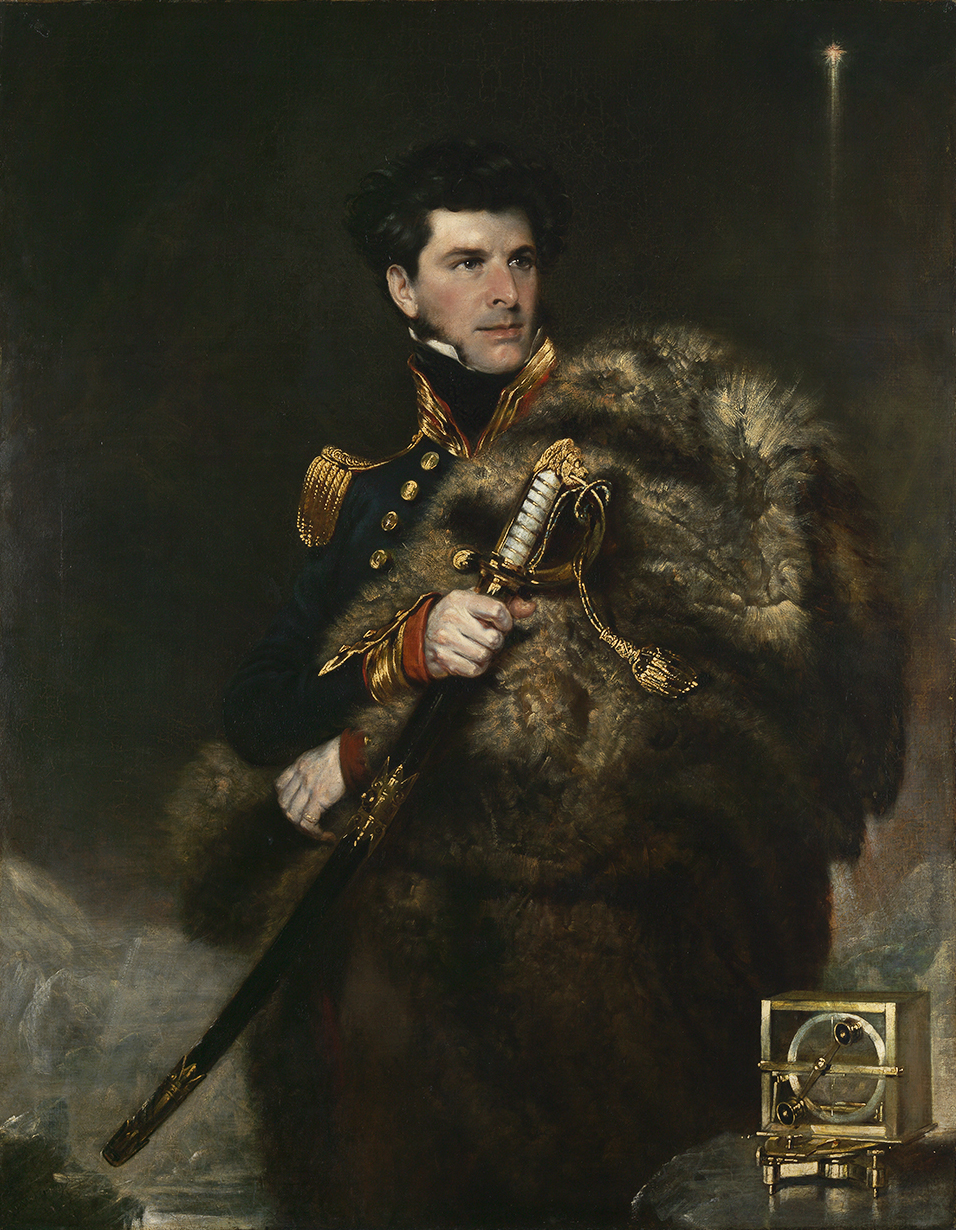
James Clark Ross, die onder meer de Rosszee, het Ross-ijsplateau en McMurdo Sound ontdekte

Tussen 1839 en 1843 reisde James Clark Ross met zijn twee schepen HSM Erebus en HMS Terror drie keer naar het Antarctische continent. De gebieden die hij ontdekte en waaraan hij een naam gaf (o.a. de Rosszee, het Ross-ijsplateau en het eiland Ross, Kaap Adare, Victorialand, de McMurdo Sound, Kaap Crozier en de twee vulkanen Erebus en Mount Terror) vormden later de bestemmingen voor veel nieuwe Britse expedities.
In januari 1895 landde een groep Noorse walvisvaarders op Kaap Adare. Een van de leden van deze groep, Carsten Borchgrevink, zette later met behulp van een donatie van £35 000 van de magnaat en uitgever George Newnes zijn eigen expeditie naar ditzelfde gebied op touw. In februari 1899 kwam Borchgevink aan op Kaap Adare, waar hij een kleine hut bouwde en de winter doorbracht. De volgende zomer bereikte hij het Ross-ijsplateau, waarna hij met enkele anderen verder zuidwaarts trok.
De interesse voor het Antarctische gebied nam rond de eeuwwisseling sterk toe. De Discovery-expeditie werd tegelijk met enkele soortgelijke expedities op touw gezet: een Duitse expeditie onder leiding van Erich von Drygalski, een Zweedse expeditie onder leiding van Otto Nordenskjöld, een expeditie uit Frankrijk onder leiding van Jean-Baptiste Charcot en de Scottish National Antarctic Expedition die onder leiding stond van William Speirs Bruce.

### De Royal Navy, Markham en Scott
Onder invloed van staatsman John Barrow was na de Napoleontische oorlogen het verkennen van de poolgebieden een belangrijke bezigheid geworden van de Royal Navy. Nadat in 1845 echter de Franklin-expeditie spoorloos was verdwenen en de expeditie naar de noordpool van 1874–76 die onder leiding stond van George Nares op grote moeilijkheden was gestuit, besloot de Engelse Admiraliteit dat verdere verkenning van de poolgebieden te duur en te gevaarlijk was.
Clements Robert Markham, secretaris en later voorzitter van de Royal Geographical Society en een voormalig zeeman die bovendien had meegeholpen met het zoeken naar de verdwenen Franklin-expeditie, was echter een andere mening toegedaan. Toen de oceanograaf John Murray - die mee had gedaan met de Challenger-expeditie - in november 1893 aan de RGS een verhandeling met de titel The Renewal of Antarctic Exploration voorlegde waarin hij een nieuwe expeditie ten behoeve van de Britse wetenschap voorstelde, werd dit voorstel zowel door Markham als door de Royal Society ondersteund, waarna de RS en de RGS een gezamenlijk comité oprichtten dat begon met de daadwerkelijke voorbereidingen voor een nieuwe expeditie. De expeditie werd hoofdzakelijk gepland zoals voorgesteld door Markham, die de expedities van Ross en Franklin als voorbeeld nam, hoewel niet iedereen binnen het comité zich hierin kon vinden.  
Robert Falcon Scott, die erop uit was zijn carrière verder uit te diepen, had tijdens een ontmoeting met Sir Clements in Londen om de leiding van de expeditie gevraagd. Uiteindelijk werd hij op 25 mei 1900 daadwerkelijk tot expeditieleider benoemd, met de ondersteuning van Markham, die Scott kende sinds hij hem als adelborst had ontmoet op de HMS Rover.

### Wetenschap versus avontuur
Terwijl Scott werd aangesteld als kapitein, werd John Walter Gregory - hoogleraar geologie aan de Universiteit van Melbourne en voormalig assistent-geoloog voor het British Museum - gekozen tot wetenschappelijk leider van de expeditie. Markham was echter samen met Scott van mening dat Scott de leiding over de hele expeditie moest hebben. Uiteindelijk kregen Markham en Scott gelijk, waarna Gregory zich uit het hele gebeuren terugtrok met de opmerking dat "de wetenschap niet ondergeschikt mocht worden gemaakt aan het bereiken van een hoge breedtegraad". Al deze ontwikkelingen maakten dat de relatie tussen de RS en de RGS bekoelde.

## Voorbereiding

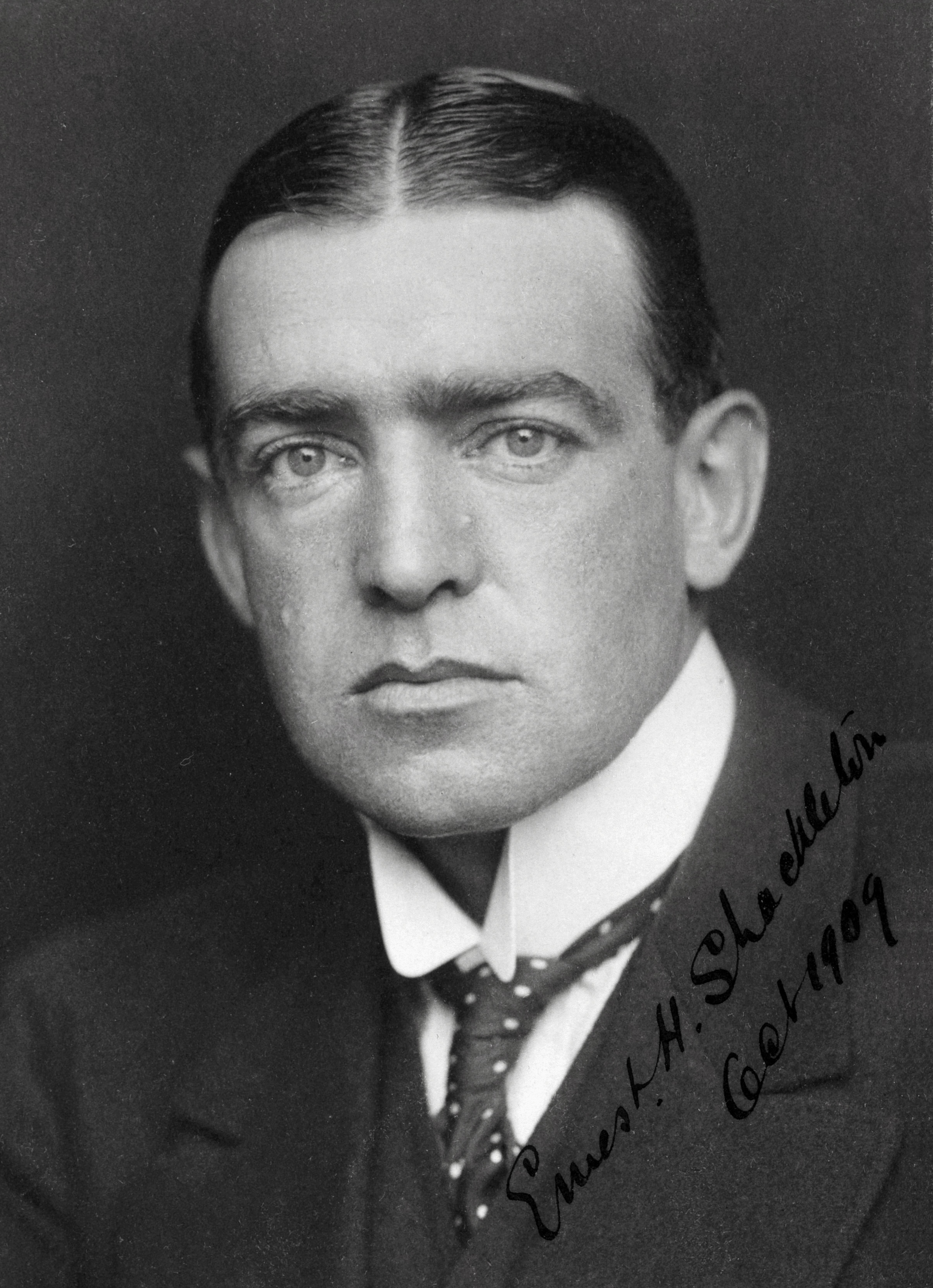
Ernest Shackleton, derde officier op de Discovery

### Bemanning
De Admiraliteit stemde er na wat wikken en wegen mee in om behalve Scott ook de officieren Charles Royds en later Micael Barne en Reginald Skelton mee te sturen. Andere officieren die met de expeditie meegingen werkten voor de koopvaardij: eerste officier Albert Armitage die al eerder ervaring had opgedaan in de Jackson-Harmsworth-expeditie, Ernest Shackleton die als derde officier onder meer verantwoordelijk was voor het regelen van de voorraden en provisies, Frank Wild, William Lashly, Thomas Crean die zich in Nieuw-Zeeland bij de expeditie voegde, Edgar Evans en Ernest Joyce. Daarnaast gingen er nog een stuk of twintig korporaals mee. Ook wetenschapper George Murray ging mee. Aanvankelijk zou hij meereizen tot Australië maar hij verliet de expeditie al in Kaapstad. Het team was voor de rest onervaren. De enige wetenschapper die al eerder met een Antarctische expeditie mee was geweest, was Louis Bernacchi. Verder gingen ook de pas afgestudeerde geoloog Hartley Ferrar, de bioloog Thomas Vere Hodgson, Reginald Koettlitz en Edward Adrian Wilson mee als wetenschappers.

### Organisatie
De totale kosten van de expeditie werden geschat op £90 000. Hiervan werd £45 000 geschonken door de Britse regering. RGS-lid Llewellyn Longstaff gaf een donatie van £25 000. De Royal Geographic Society droeg zelf £8000 bij, en £5000 kwam van Alfred Harmsworth die eerder ook de Jackson-Harmsworth-expeditie had gefinancierd. Daarnaast stelde Colman's mosterd en meel ter beschikking. Cadbury Schweppes schonk 1600 kg chocolade, Jaeger gaf 40% korting op speciale kledij, en ook Bird's Custard en Bovril leverden belangrijke bijdragen. De Discovery werd gebouwd door de Dundee Shipbuilders Company. Dit schip was tevens een van de laatste houten driemasters die ooit in Groot-Brittannië zijn gefabriceerd.

### Doeleinden
Het doel van de expeditie was in de eerste plaats het verder verkennen van de Rosszee en het Ross-ijsplateau. Op basis hiervan zouden vervolgens andere gebieden verkend worden. Het onderzoek zou vooral meterologisch, geologisch, oceanografisch, biologisch en natuurkundig van aard zijn.

## De expeditie

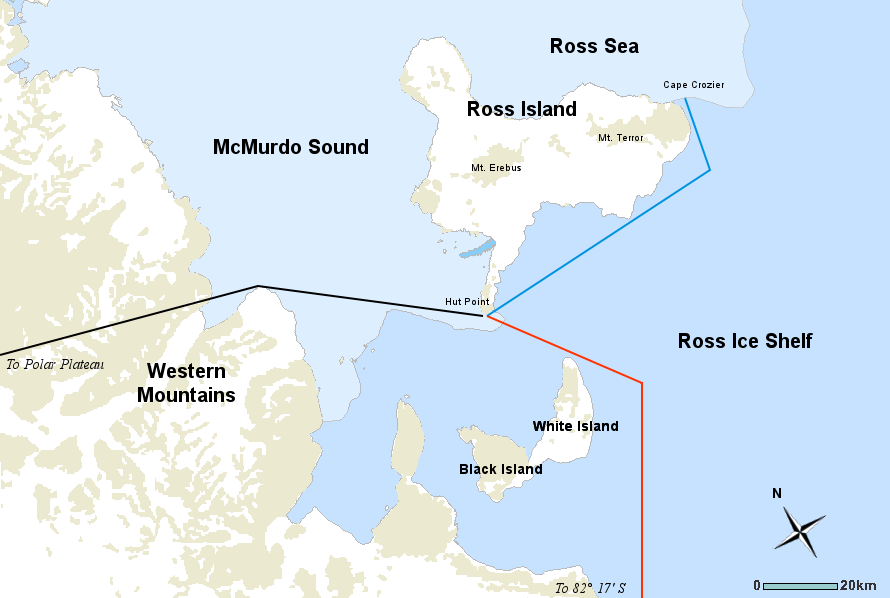
Deze kaart toont in hoofdlijnen het traject van de Discovery-expeditie 1902–04. RODE lijn: Reis naar Farthest South, van november 1902 tot februari 1903. ZWARTE lijn: Reis via de Western Mountains naar het Antarctisch plateau, oktober–december 1903. BLAUWE lijn: Reis naar Kaap Crozier in oktober 1902 en september/oktober 1903.

### Eerste jaar

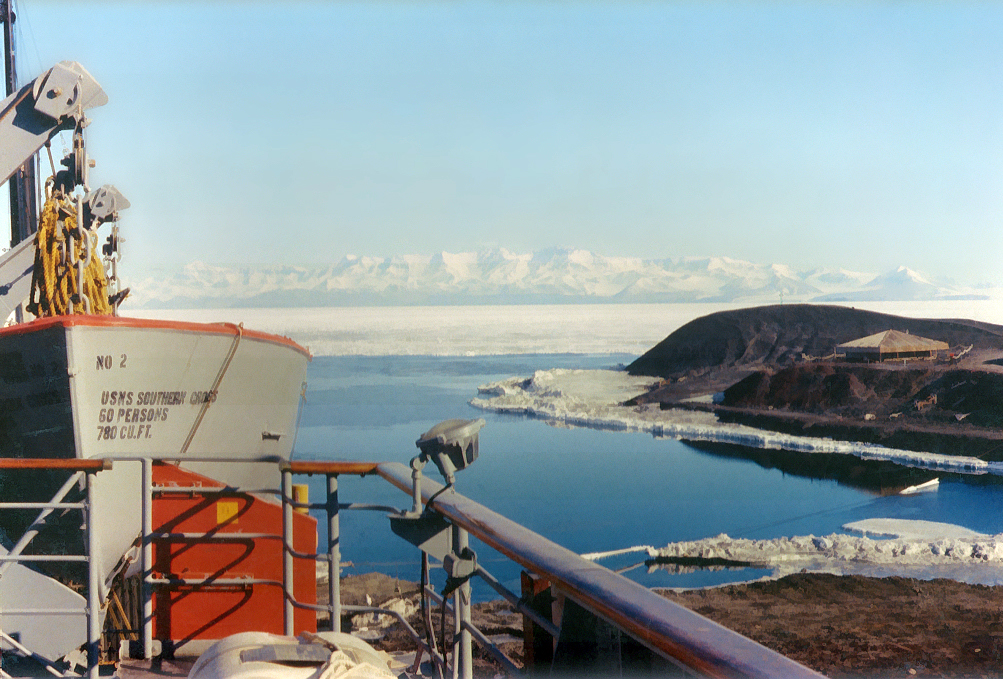
De oude ankerplaats van de Discovery in Winter Quarters Bay.

De Discovery verliet op 6 augustus 1901 de Britse wateren, maakte een omweg om het magnetisme te onderzoeken en kwam na via Kaapstad te zijn omgereisd op 20 november aan in Nieuw-Zeeland, alwaar men zich verder voorbereidde op de reis naar het zuiden. Op 21 december verliet het schip onder luid gejuich van een menigte mensen Lyttelton Harbour. De jonge adelborst Charles Bonner verloor hierbij het leven toen hij uit de hoofdmast viel en werd twee dagen later begraven in Port Chalmers, een voorstad van Dunedin.
De Discovery bereikte op 9 januari 1902 Kaap Adare, en zette na een korte tussenstop waarbij de resten van Borchgrevinka's kamp werden onderzocht de reis voort langs de kust van Victorialand. Bij de zee-engte McMurdo Sound draaide de Discovery naar het oosten en kwam bij de Crozier Kaap op een van tevoren afgesproken punt opnieuw aan land, waarna de reis verder werd voortgezet. Men volgde het Ross-ijsplateau tot aan een van de meest oostelijke uitlopers, waar op 30 januari het Edward VII-schiereiland werd aangetroffen, een door Ross voorspeld stuk land dat toen zijn huidige naam kreeg. Op 4 februari landde Scott op het Ross-ijsplateau, waarna hij in een luchtballon op 184 meter hoogte het gebied verkende. Shackleton maakte even later een tweede verkennende ballonvlucht. Op 8 februari ging de Discovery McMurdo Sound binnen en legde een dag later aan op het meest zuidelijke punt hiervan, dat later de naam Winter Quarters Bay kreeg. Men begon met het bouwen van hutten op een rotsachtig schiereiland dat Hut Point genoemd werd. Scott besloot dat de Discovery in het pakijs moest worden ingevroren.
Niemand van de teamleden was een ervaren skiër, en alleen Bernacchi en Armitage hadden enige ervaring met sledehonden. Op 11 maart bleek hoe gevaarlijk de omstandigheden waren, toen een team dat had geprobeerd naar Kaap Crozier te reizen terugkeerde en tijdens een sneeuwstorm op een ijshelling strandde. Een van de teamleden, de adelborst George Vince, gleed over de rand van een klif en verloor het leven. Zijn lichaam is nooit gevonden. Aan de top van Hut Point staat voor hem tot op heden een kruis met een inscriptie.
Tijdens de wintermaanden - de periode van mei tot augustus - werkten de wetenschappers in hun laboratorium, terwijl men daarbuiten de voorbereidingen trof voor het aankomende seizoen. In de vrije uren werd er onder andere aan amateurtoneel gedaan en buiten op het ijs gevoetbald. Ook gingen de meterologische waarnemingen en de bestudering van het magnetisme gewoon door. Shackleton gaf een eigen krant uit, de South Polar Times. Aan het einde van de winter werden er geëxperimenteerd met de sleden. Toen een team onder leiding van Charles Royds naar Kaap Crozier afreisde, ontdekte men daar een kolonie keizerspinguïns. Een ander team dat onder leiding van Albert Armitage de bergen in het westen ging verkennen keerde in oktober terug met de eerste verschijnselen van scheurbuik. Armitage weet dit aan het feit dat Scott geen dieren wilde slachten om aan vers vlees te komen. Uiteindelijk werd het algemene dieet herzien.
Op 2 november begonnen Scott, Wilson en Shackleton met wat honden aan een tocht over het Ross-ijsplateau naar het zuiden met als doel zo ver mogelijk te komen, het liefst helemaal tot aan de zuidpool. Op 11 november werd Farthest South bereikt, waarna de tocht zeer moeizaam verliep. Op 15 november keerde het deel van team om, waarna Wilson enkele van de meest verzwakte honden moest afmaken om aan voedsel te komen. De mannen kregen last van lasoog, bevriezing en de eerste verschijnselen van scheurbuik, maar gingen niettemin over het plateau verder naar het zuiden met de bergen aan hun westzijde. Op 30 december bereikten ze het meest zuidelijke punt, waarna ze aan de terugtocht begonnen. Alle overgebleven honden overleden tijdens deze terugtocht en op 14 januari 1903 schreef Wilson in zijn dagboek dat iedereen van het gezelschap symptomen van scheurbuik vertoonde. Shackleton was er het ergst aan toe. Op 3 februari werd eindelijk het schip weer bereikt. Daar werd Shackleton op een boot naar huis gezet.

### Tweede jaar
Na de winter van 1903 bereidde Scott zich voor op de tweede hoofdfase van de expeditie, waarbij hij de westelijk gelegen bergen en het centrum van Victorialand wilde onderzoeken. Op 29 oktober 1903 verliet hij samen met negen anderen waaronder Lashly en Evans de Discovery. Het team beklom de Ferrargletsjer, maar werd door een sneeuwstorm opgehouden waarna ze pas op 13 november de top van de gletsjer en vervolgens ook het Antarctisch Plateau bereikten. Het meest westelijke punt van hun reis - dat ongeveer 112 km ten zuidwesten van de magnetische zuidpool lag - bereikten Scott en zijn mannen op 30 november. Op hun terugreis naar de Ferrar-gletsjer ontdekten ze ook de Droge Valleien van McMurdo. Scott en Evans overleefden ternauwernood een val in een kloof, voordat het team op 24 december weer bij de Discovery aankwam. Tijdens deze tocht hadden ze geen sledehonden gebruikt, terwijl de tocht in het vorige seizoen met honden moeilijker was verlopen. Hierdoor werd Scott verder gesterkt in zijn opvatting dat honden niet nodig waren bij een poolexpeditie. 
Tijdens Scotts afwezigheid verkende de rest van het team - waaronder Royds en Bernacchi - het ijsplateau gedurende 31 dagen in zuidoostelijke richting. Ze stelden vast dat het oppervlak vrijwel geheel plat was en deden onderzoek naar het magnetisme. Een andere groep had de Koettlitz-gletsjer in het zuidwesten onderzocht. 
De Discovery was bij het schiereiland Hut Point ingevroren geraakt, maar Scott had gehoopt dat het ijs ten tijde van zijn terugkeer zou zijn ontdooid. Dit bleek echter niet het geval, waarna men met behulp van ijszagen het schip trachtte vrij te maken. Na 12 dagen bevond de Discovery zich echter nog steeds op 32 kilometer afstand van het open water. Op 5 januari 1904 kwam de Morning samen met een tweede schip, de Terra Nova, met het bericht dat de Discovery moest worden verlaten indien hij niet heel snel uit het ijs kon worden losgemaakt, dit vanwege het feit de expeditie op 25 februari voltooid moest zijn en de kosten met de bijkomende reddingsexpeditie anders veel te hoog zouden oplopen. Men probeerde met behulp van explosieven het laatste ijs weg te krijgen, maar eind januari zat de Discovery nog steeds vast op slechts drie kilometer afstand van de geopende vaargeul. Op 10 februari besloot Scott tot de evacuatie van het schip over te gaan, maar op 14 februari brak het ijs plotseling open en konden de Morning en de Terra Nova gezamenlijk door de vaargeul heen navigeren. Op 16 februari werd eindelijk het laatste ijs verwijderd en kon de Discovery vertrekken naar Nieuw-Zeeland. Op 10 september arriveerde het weer in Londen.

## Nasleep
Van een deel van het tijdens de Discovery-expeditie verrichte wetenschappelijke onderzoek werd de kwaliteit achteraf in twijfel getrokken. Niettemin werd de expeditie als zodanig na afloop als een groot succes gevierd, met name Scott werd een nationale held. Er is wel beweerd dat een grote tekortkoming van de expeditie het feit was dat bepaalde technieken zoals het gebruik van hondensleeën niet efficiënt werden benut. 
In 1905 publiceerde Scott een boek over de expeditie. Dat niet alle doelen waren bereikt weet hij aan de ziekte van Shackleton. Deze was al verontwaardigd dat hij tegen zijn wil naar huis was gestuurd en het boek maakte het er niet beter op. Tussen de twee mannen zou het niet meer goed komen.
Enkele van zijn tijdens de Discovery geleerde technieken benutte Scott later tijdens de Terra Nova-expeditie, waarbij hij een groter en ervarener wetenschappelijk team meenam. Tussen 1907 en 1909 verrichtte Shackleton de Nimrod-expeditie, die weliswaar minder omvangrijk was opgezet dan de Discovery-expeditie maar desalniettemin als geslaagder kan worden gezien; zo bereikte Shackleton zelfs bijna de zuidpool en het lukte de leden tijdens deze expeditie om scheurbuik te vermijden, iets wat tijdens de Discovery-expeditie niet was gelukt.